# Aleksandr Evensohn
Aleksandr Moiséyevich Evensohn (Evenson, Evensson) (nacido en 1892 en Kiev, fallecido en 1919 en Kiev) fue un ajedrecista originalmente ruso, y al que se puede considerar ucraniano por la localidad de nacimiento. Fue reconocido con el título de Maestro en 1913.
Abogado de profesión, trabajó en un tribunal militar. Asimismo, fue editor de la publicación Ки́евская мысль (Pensamiento de Kiev). Se graduó de la Escuela Secundaria de Yitomir. Desde 1909 vivió en Kiev, se graduó de la Facultad de Derecho de la Universidad de esta ciudad. Durante la Primera Guerra Mundial, sirvió en la caballería, tomó parte en los combates, donde fue herido.
Durante la Guerra Civil, también trabajó como investigador del Tribunal Revolucionario en Kiev. Murió de un disparo durante la Revolución rusa.

## Trayectoria como ajedrecista
En 1909, fue 7.º en el Torneo de Kiev, con victoria de Nikolaev. En 1911, quedó 3.º, por detrás de Yefim Bogoliubov y Stefan Izbinsky, en Kiev. En 1911, fue 4.º en Kiev, con triunfo de Fedir Bohatyrchuk. En 1913 ganó por delante de Andrey Smorodsky y Boris Verlinski, en San Petersburgo. En enero de 1914, fue 9.º en San Petersburgo en el Campeonato Nacional de Rusia, con triunfo conjunto de Alexander Alekhine y Aron Nimzowitsch. En 1914, ganó, por delante de Bogoliubov y Bohatyrchuk, en Kiev.
Durante la Primera Guerra Mundial, en 1916, perdió un enfrentamiento contra Alekhine en Kiev (+1 -2 =0). También en 1918, perdió contra Alekhine en Kiev.